# Brabbeldas
Een Brabbeldas (originele naam billy-bumbler) is een fictief dier, dat voorkomt in de door Stephen King geschreven
boeken serie De Donkere Toren.
De uiterlijke verschijnen van het dier is een combinatie van een Das, Wasbeer en Hond en heeft een gouden rand rond de ogen. Zij hebben een beperkt spraakvermogen vergelijkbaar met het spraakvermogen van een Papegaai. Een groep brabbeldassen wordt een throcket genoemd. Het dier werd voor het eerst beschreven in het boek Het verloren rijk. Aanvankelijk krijgt het dier de naam "Boy", maar door het beperkte spraakvermogen beantwoordt het dier dit met "Oy", waarna het deze naam blijft behouden.
De reeks "De donkere toren" bestaat uit de volgende 8 delen.
- De scherpschutter
- Het teken van drie
- Het verloren rijk
- Tovenaarsglas
- Wolven van de Calla
- Een lied van Susannah
- De donkere toren
- De wind door het sleutelgat